# بيل ويلد
بيل ويلد (بالإنجليزية: Bill Weld)‏ (31 يوليو 1945، سميثتاون في الولايات المتحدة)؛ محامي، سياسي وروائي أمريكي. شغل منصب الحاكم الثامن والستين لولاية ماساتشوستس من 1991 إلى 1997. يترشح ويلد حاليًا عن الحزب الجمهوري لانتخابات رئيس الولايات المتحدة الأمريكية لعام 2020. تخرّج ويلد في جامعة هارفارد وأكسفورد، وبدأ مسيرته المهنية كمحام للجنة القضائية لمجلس النواب بالولايات المتحدة قبل أن يصبح وكيل وزارة العدل الأمريكية لمقاطعة ماساتشوستس، ثم مساعد النائب العام الأمريكي للشعبة الجنائية. عمل على سلسلة من قضايا الفساد الحكومي البارزة واستقال لاحقًا احتجاجًا على الفضيحة الأخلاقية للنائب العام إدوين ميس والتحقيقات المرتبطة بها.
انتُخب ويلد حاكمًا على ولاية ماساتشوستس في عام 1990. وفي انتخابات عام 1994، أُعيد انتخابه بأكبر هامش فوز في تاريخ ماساتشوستس. في عام 1996، كان المرشح الجمهوري لعضوية مجلس الشيوخ الأمريكي في ولاية ماساتشوستس، وخسر أمام شاغل المنصب الديمقراطي جون كيري. استقال ويلد عن منصب الحاكم في عام 1997 للتركيز على ترشيحه من قبل الرئيس بيل كلينتون لشغل منصب سفير الولايات المتحدة إلى المكسيك؛ بسبب معارضة رئيس لجنة العلاقات الخارجية لمجلس الشيوخ المحافظ اجتماعيًا جيسي هيلمز، حُرم ويلد من جلسة الاستماع أمام لجنة العلاقات الخارجية وسُحب ترشيحه. بعد الانتقال إلى نيويورك في عام 2000، سعى ويلد إلى الترشيح الجمهوري لحاكم نيويورك في انتخابات عام 2006؛ عندما دعم الحزب الجمهوري جون فاسو بدلًا منه، انسحب ويلد من السباق.
انخرط ويلد في السياسة الرئاسية في السنوات اللاحقة. في عام 2016، ترك الحزب الجمهوري ليصبح شريكًا في الترشّح عن الحزب الليبرتاري لحاكم نيو مكسيكو السابق غاري جونسون. حصل كلاهما على ما يقرب من 4.5 مليون صوت، وهو أكبر عدد تحصل عليه بطاقة ليبرتارية، وأفضل عدد لبطاقة عن حزب ثالث منذ 1996.
إبّان عودته إلى الحزب الجمهوري، أعلن ويلد في أبريل 2019 أنه سيتحدى الرئيس دونالد ترامب في الانتخابات الأولية للجمهوريين عام 2020، إذ بدأ حملته الانتخابية. فاز بتفويضه الأول في الانتخابات الأولية في تجمع آيوا في فبراير، ما جعله أول جمهوري -بعد بات بيوكانان في عام 1992- يفوز بتفويض أثناء خوض الانتخابات ضد رئيس حالي.

## نشأته
وُلد ويلد في سميثتاون، نيويورك. كان والد ويلد، ديفيد (1911-1972)، مصرفيًا استثماريًا؛ كانت والدته ماري نيكولز ويلد (1913-1986) من نسل وليام فلويد، وهو أحد الموقّعين على إعلان الاستقلال الأمريكي. كان سلفه إدموند ويلد من أوائل الطلاب (دفعة 1650) الذين ارتادوا كلية هارفارد؛ درس في جامعة هارفارد 18 فردًا آخرين من عائلة ويلد، وسُمّي مبنيان في هارفارد على اسم العائلة. قاتل الجنرال ستيفن مينوت ويلد الابن بشجاعة في الحرب الأهلية وهو يكون قريبًا بعيدًا لويلد.
التحق ويلد بمدرسة ميدلسكس في كونكورد، ماساتشوستس، وحصل على درجة البكالوريوس بامتياز مع مرتبة الشرف في الأدب الكلاسيكي من كلية هارفارد في عام 1966، ودرس الاقتصاد في كلية أكسفورد الجامعية، وحصل على درجة الدكتوراه في القانون بامتياز من كلية هارفارد للحقوق في عام 1970.
أشقاؤه هم فرانسيس «تيم» ويلد، وديفيد ويلد، وآن (اسمها بعد الزواج كولينز). كان جده والد أمه عالم الأسماك والطيور جون تريدويل نيكولز، وابن عمه الأول هو الروائي جون نيكولز.

## بدايات مسيرته المهنية

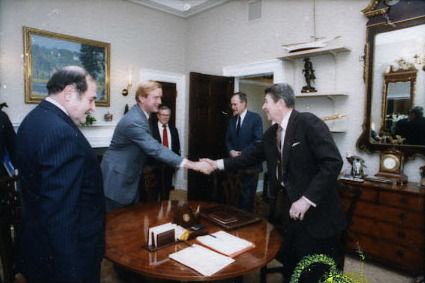
الرئيس رونالد ريغان، والسيد بيرنز، والسيد ويلد، وجورج بوش، وهوارد بيكر، وأ.ب. كولفاهاوس في اجتماع مع السيد بيرنز والسيد ويلد

### التحقيق في عزل نيكسون
بدأ ويلد مسيرته القانونية كمحام مساعد في فريق التحقيق في العزل التابع للجنة القضائية لمجلس النواب في الولايات المتحدة خلال إجراءات العزل ضد الرئيس ريتشارد نيكسون عام 1974. ساهم في إعداد التقرير الرائد «الأسس الدستورية للعزل الرئاسي» الذي قدّم بالتفصيل الأسس والمعايير التاريخية لعزل الرئيس. عمل أيضًا على البحث فيما إذا كان حجز الأموال المخصصة يمثل مخالفة خطيرة تستلزم العزل. من زملائه هيلاري كلينتون.

### وكيل وزارة العدل الأميركية في ماساتشوستس
أثارت تجربة ويلد في فريق التحقيق في العزل اهتمامه بالقانون الجنائي. عاد بعد ذلك إلى ولاية ماساتشوستس، حيث ترشّح لمنصب النائب العام لولاية ماساتشوستس في عام 1978، ولكنه خسر أمام المرشح الديمقراطي وشاغل المنصب فرانسيس إكس. بيلوتي بـ 1,532,835 صوتًا (78.4%) مقابل 421,417 صوتًا (21.6%).
في عام 1981، اقترح رودولف دبليو. جولياني -مساعد النائب العام للولايات المتحدة آنذاك- على الرئيس ريغان تعيين ويلد في منصب وكيل وزارة العدل الأمريكية في ماساتشوستس. خلال خدمة ويلد، حاكمَ مكتب النائب العام بعضًا من أكبر المصارف في إقليم نيو إنجلاند في قضايا تنطوي على غسيل الأموال وغيرها من جرائم ذوي الياقات البيضاء. توّسع ويلد في تحقيق مستمر بشأن الفساد الحكومي لإدارة عمدة بوسطن كيفن وايت. وُجِّهت التهم لأكثر من 20 موظفًا في المدينة، أو اعترفوا بالذنب، أو أُدينوا بمجموعة من التهم، بمن فيهم العديد من المؤيدين السياسيين الرئيسيين للعمدة. في عام 1985، قالت صحيفة بوسطن غلوب إن ويلد «هو الشخصية الأبرز حتى الآن في محاكمة المؤسسات المالية».
تلقّى ويلد تكريمًا وطنيًا لمكافحة الفساد الحكومي: إذ ربح في 109 إدانات من أصل 111 قضية.
في عام 1983، ذكرت صحيفة بوسطن غلوب: «لم يخسر مكتب وكيل وزارة العدل الأمريكية قضية فساد سياسي واحدة منذ تولّي ويلد، وهو إنجاز يُعتقد أنه لا مثيل له في مختلف الولايات القضائية الاتحادية».

### الترقية إلى وزارة العدل
في عام 1986، رقّى الرئيس ريغان ويلد لمنصب رئيس الشعبة الجنائية لوزارة العدل في واشنطن، حيث أشرف ويلد على 700 موظف. كان ويلد مسؤولًا عن الإشراف على جميع المحاكمات القضائية الفيدرالية، بما فيها تلك التي يحقّق فيها مكتب التحقيقات الفيدرالي وإدارة مكافحة المخدرات، بالإضافة إلى الإشراف على عمل 93 وكيل لوزارة العدل الأمريكية (كان من بينهم آنذاك رودي جولياني في مانهاتن). خلال هذه الفترة، عمل ويلد على أهم المحاكمات والتحقيقات التي أجرتها إدارة ريغان، بما فيها القبض على رئيس بنما مانويل نورييغا بتهم الاتّجار بالمخدرات.
في مارس 1988، استقال ويلد من وزارة العدل، إلى جانب نائب المدعي العام للولايات المتحدة أرنولد بيرنز وأربعة مساعدين، احتجاجًا على سوء تصرف النائب العام للولايات المتحدة إدوين ميس. في يوليو 1988، أدلى كل من ويلد وبيرنز بشهادتهما معًا أمام الكونغرس لصالح محاكمة محتملة لإدوين ميس بسبب سلوكه المالي الشخصي، بعد تقرير قدّمه مدع خاص يحقق مع إدوين ميس. استقال ميس من منصبه في يوليو 1988 بعد فترة قصيرة من شهادة كل من ويلد وبيرنز.
من عام 1988 إلى عام 1990، كان ويلد شريكًا رئيسيًا في هال ودور.

## حاكم ماساتشوستس (1991–1997)
في عام 1990، أعلن ويلد ترشّحه لمنصب حاكم ولاية ماساتشوستس، ليحل محل مايكل دوكاكيس المنتهية مدة ولايته. على الرغم من أن الجمهوريين شكّلوا أقل من 14% من الناخبين في ولاية ماساتشوستس ولم يفز جمهوري في انتخابات الحكام منذ عام 1970، إلا أن مواقف ويلد الليبرالية حول القضايا الاجتماعية جعلته مرشحًا محتملًا للمنصب في الولاية الديمقراطية بشكل كبير. في المؤتمر الجمهوري للولاية، فضّل مسؤولو الحزب ستيفن بيرس على ويلد، وكان بيرس متقدمًا بـ 25 نقطة مئوية في الاقتراع الأولي. حصل ويلد على الدعم الكافي لفرض انتخاب أولي، وفي الانتخاب انقلبت الموازين، وفاز ويلد بترشيح الحزب الجمهوري على بيرس بهامش 60-40.
في الانتخابات العامة، نافس ويلد جون سيلبر، وهو رئيس جامعة بوسطن. أظهرت صناديق الاقتراع أن ويلد قريب من التعادل الإحصائي متأخرًا بمقدار عشر نقاط. أدى استياء الناخبين من الأغلبية الديمقراطية في الولاية إلى دعم ويلد لوعوده بتخفيف عجز الولاية، وتقليص معدل البطالة، وتخفيض الضرائب. في 6 نوفمبر 1990، انتُخب لمنصب حاكم ماساتشوستس الثامن والستين بهامش 50-47، ليصبح أول حاكم جمهوري لماساتشوستس منذ أن ترك فرانسيس دبليو. سارجنت المنصب في عام 1975. ويعدّ الحاكم ويلد بشكل عام حاكمًا جمهوريًا معتدلًا أو ليبراليًا. وهو محافظ من الناحية المالية وليبرالي من الناحية الاجتماعية.

## روابط خارجية
- بيل ويلد على موقع IMDb (الإنجليزية)
- بيل ويلد على موقع إن إن دي بي (الإنجليزية)